# A Woman's Sorrows
A Woman’s Sorrows (女人哀愁, Nyonin aishū) è un film del 1937 diretto da Mikio Naruse.

## Trama
Hiroki, commessa in un negozio, accetta con leggerezza un matrimonio combinato: il futuro marito Shinichi pare una persona per bene, e la sua famiglia è agiata. Dopo il matrimonio Hiroki lascia il lavoro e si stabilisce a casa dei genitori del marito, dove abitano anche, oltre a Shinichi, il fratello e la sorella di lui, Yoko.
Ella tuttavia non tarda ad accorgersi di essere trattata da tutta la famiglia d’adozione come una serva: fa la cuoca, la cameriera, la portinaia, la guardarobiera, va a fare commissioni, aiuta il giovane cognato nei compiti, massaggia il suocero. Il marito si disinteressa di lei, anzi la redarguisce quando lei si incontra col suo confidente ed amico d’infanzia, suo cugino Ryosuke.
La cognata Yoko sposa, senza l’approvazione dei genitori, Masuda, ma poi lo lascia, non riuscendo ad abituarsi ad un tenore di vita inferiore a quello della sua famiglia d’origine. Hiroki, intuendo che Masuda prova sincero amore per Yoko, fa da tramite fra lui e la cognata, che tuttavia inizialmente non vuole saperne di rivederlo.
Si apprende che Masuda ha sottratto del denato alle casse del proprio posto di lavoro: la cosa non è ancora venuta alla luce, ma Shinichi vuole denunciarlo all’azienda prima che possa porre rimedio all’ammanco. Mentre Yoko si ravvede, e va alla ricerca di Masuda, Hiroki rifiuta di rivelare a Shinichi l’ubicazione del nascondiglio del cognato, e quando il marito minaccia di cacciarla di casa, ella ha già preso la propria decisione, e lo lascia, tornando al proprio lavoro di commessa.